# Stelis fendleri
Stelis fendleri är en orkidéart som beskrevs av John Lindley. Stelis fendleri ingår i släktet Stelis och familjen orkidéer. Inga underarter finns listade i Catalogue of Life.